# ERTU
La Unión de Radio y Televisión Egipcia (en árabe, اتحاد الإذاعة والتلفزيون المصري; en inglés, Egyptian Radio and Television Union), más conocida por sus siglas ERTU, es la radiodifusora pública de Egipto. 
Es miembro activo de la Unión Europea de Radiodifusión desde 1985. 

## Historia
Las primeras emisiones de radio en Egipto tuvieron lugar en 1925 y se nacionalizaron una década después, aunque la emisora más influyente durante décadas fue La voz de los Árabes, inaugurada en 1953 por el líder militar Gamal Abdel Nasser. En cuanto a la televisión, el estado puso en marcha su primer canal el 21 de julio de 1960 con el apoyo de la Radio Corporation of America. 
Para agrupar los medios de comunicación estatales, el 13 de agosto de 1970 se aprobó por decreto ley la creación de la Unión de Radio y Televisión Egipcia (ERTU) que contenía cuatro departamentos: radio, televisión, infraestructuras y finanzas, cada uno con un presidente que reportaba directamente al ministerio de Información. El estado egipcio se garantizó además el monopolio de la radio y televisión. Aunque al principio se limitó su cobertura a las grandes ciudades, como El Cairo y Alejandría, el servicio se expandió por todo el país durante la década de 1980. 
Al finalizar la guerra de Yom Kipur en 1973 se puso en marcha la televisión en color mediante el sistema SECAM. No fue hasta 1992 cuando se adoptó finalmente el estándar PAL. 
Para aumentar su influencia en la comunidad árabe, en 1994 creó el grupo internacional Nile TV que emite contenidos en diferentes idiomas. 

## Servicios

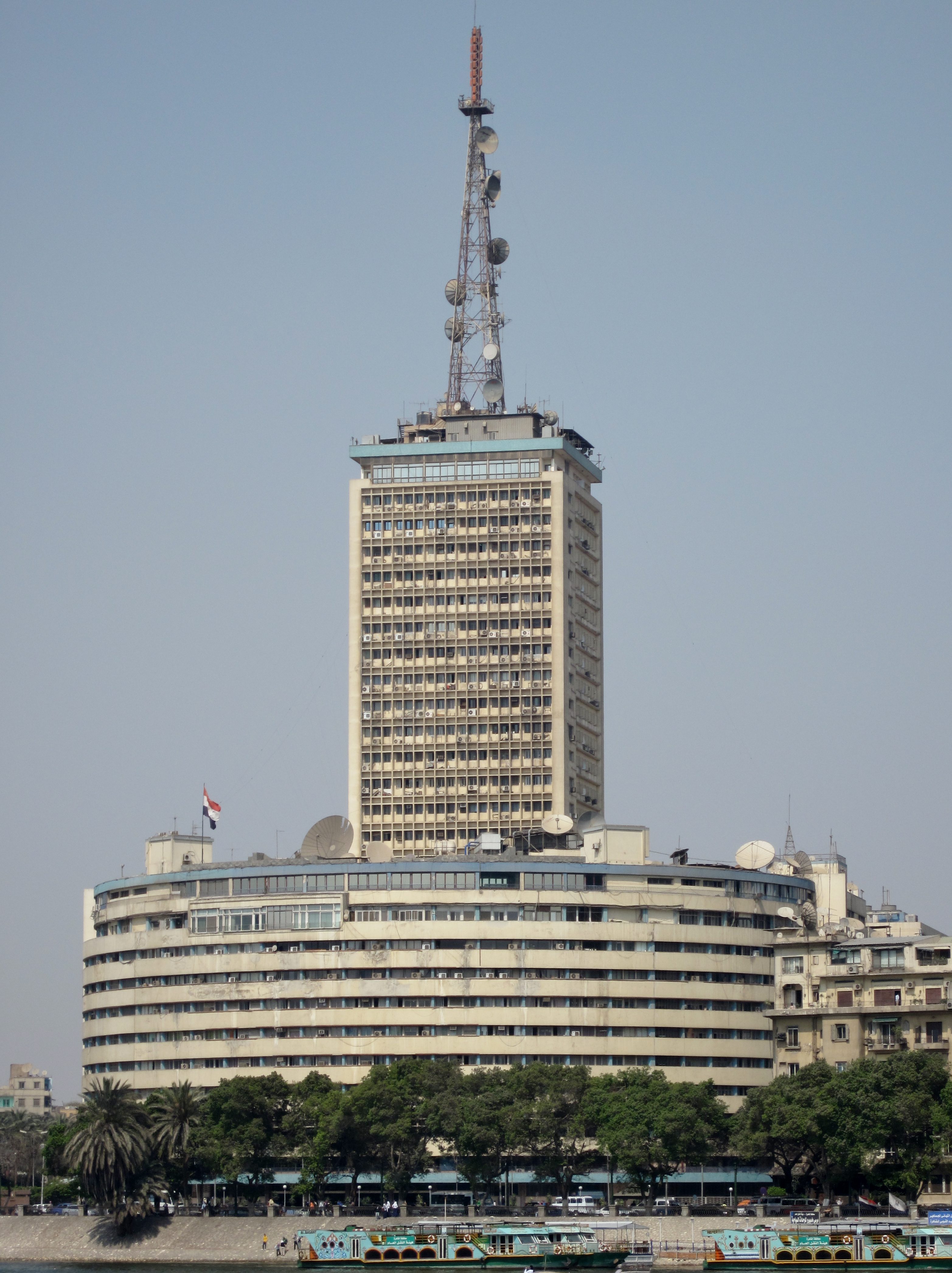
Edificio Maspero, sede de la Unión de Radio y Televisión Egipcia.

### Radio
La ERTU gestiona una amplia red de emisoras de radio en diferentes ámbitos. Las principales cadenas son las estatales Radio El Cairo, La voz de los Árabes y Radio Shabab. Por debajo hay un amplio número de emisoras regionales que cubren las distintas zonas del país. A nivel internacional gestiona Radio Cairo World Service.

### Televisión
Deben distinguirse dos servicios: la televisión nacional en señal abierta y el servicio satelital Nile TV, con canales temáticos para la comunidad árabe.
- Primer canal (القناة الأولى): Programación generalista e informativa. Comenzó sus emisiones en 1960.
- Segundo canal (الثانية المصرية): Canal especializado en ficción, entretenimiento y espacios de actualidad, Se puso en marcha en 1961.
- Canal internacional (الفضائية المصرية): Canal dirigido a la diáspora egipcia, disponible desde 1990.
- Nile TV: Servicio de canales temáticos para la comunidad árabe que reflejan la visión egipcia. Se creó en 1994.

Además, ERTU gestiona un servicio de canales de televisión regionales para las siguientes zonas:
- Gran Cairo (El Cairo)
- Canal de Suez (Ismailía)
- Alejandría (Alejandría)
- Delta del Nilo (Tanta)
- Norte de Alto Egipto (Menia)
- Sur de Alto Egipto (Tebas)

## Controversia
Desde su creación, la ERTU ha estado estrechamente controlada por el gobierno egipcio a través del ministerio de Información, que además mantiene el monopolio sobre la radio y televisión en señal abierta. Por esta razón, parte de la sociedad egipcia considera que la línea editorial está manipulada en favor de los intereses estatales. Si bien existen medios privados, el gobierno puede ordenar su cierre en base al interés general. Esta situación se ha mantenido incluso después de la Primavera Árabe.
La oenegé Reporteros Sin Fronteras sitúa a Egipto en el puesto 158 (de 180 países) de su clasificación mundial de la libertad de prensa de 2015, y ha denunciado en numerosas ocasiones la detención de periodistas críticos con el gobierno.